# Ajn al-Dżamadżima
Ajn al-Dżamadżima (arab. عين الجماجمة) – wieś w Syrii, w muhafazie Aleppo. W 2004 roku liczyła 1274 mieszkańców.